# More & More
More & More é o nono extended play (EP) coreano do grupo feminino sul-coreano Twice. Foi lançado pela JYP Entertainment e Republic Records em 1 de junho de 2020, com o single principal de mesmo nome. É seu primeiro lançamento com a Republic Records.

## Antecedentes e lançamento
Em 28 de abril de 2020, o grupo anunciou que seu próximo single seria intitulado "More & More". Em 3 de maio, Twice anunciou que More & More também seria o título do seu nono EP através do seu banner no Twitter. A integrante Jeongyeon afirmou que o grupo queria criar uma faixa diferente do que elas tinham feito antes. Em 8 de maio o grupo anunciou o conteúdo das três versões do álbum físico e a data da pré-venda. Em 18 de maio, a lista de faixas foi revelada através da conta da JYP no Twitter. O álbum foi lançado em 1 de junho às 18:00 KST, seguido de uma transmissão ao vivo no YouTube às 20:00.

## Desempenho comercial
Em 27 de maio, foi relatado que as vendas da pré-venda da More & More haviam ultrapassado 500.000 cópias. Com mais de 260.000 cópias vendidas no Hanteo no primeiro dia, Twice quebrou o recorde de maior venda no primeiro dia de um grupo feminino coreano. Elas também se tornaram o primeiro grupo feminino coreano a superar 200.000 álbuns vendidos no primeiro dia de lançamento. Em 9 de junho, Gaon confirmou que More & More alcançou 550.000 cópias vendidas em remessas, tornando-se não apenas o álbum mais vendido de Twice até o momento, mas também o álbum de um grupo feminino mais vendido na Coreia do Sul desde o álbum A Letter from Greenland do S.E.S. em 2000.
More & More estreou no número 1 na Gaon Album Chart, enquanto todas as suas faixas figuravam no componente Download Chart, com a faixa-título no topo. O EP também estreou no topo da Oricon Albums Chart e no número 3 na tabela Hot Albums da Billboard Japan. Ele também estreou no número 25 na UK Album Downloads Chart, tornando-o a maior entrada do grupo e a segunda em geral. O EP também entrou no número 200 na Billboard 200, tornando o Twice o quarto grupo feminino sul-coreano a entrar na tabela, depois de Girls' Generation, 2NE1 e Blackpink (quinto incluindo a sub-unidade do Girls' Generation, TTS). Ele também alcançou o número 3 nas tabelas Heatseekers Albums dos EUA e o número 2 na World Albums, respectivamente, tornando-se a décima primeira entrada do grupo no top 10 nesse último. Em setembro de 2020, o single também vendeu mais de 100.000 unidades nos EUA, tornando-se a música mais rápida para alcançar este feito.

## Lista de faixas
Adaptado do site oficial do grupo.
| N.º            | Título                | Letras                             | Música                                                                                  | Arranjo                                   | Duração |  |
| 1.             | "More & More"         | J.Y. Park BIBI                     | Uzoechi Emenike (MNEK) Justin Tranter Julia Michaels Zara Larsson                       | MNEK J. Y. Park Lee Hae-sol               | 3:19    |  |
| 2.             | "Oxygen"              | JQ Jeong Il-kwon (makeumine works) | Johan Gustafsson Josefin Glenmark                                                       | Gustafsson                                | 3:45    |  |
| 3.             | "Firework"            | Kim Soo-jeong                      | Billie Jean (BADD) Kim Jin-hyung Slyberry Sophia Pae                                    | Slyberry Kim Jin-hyung Billie Jean (BADD) | 3:13    |  |
| 4.             | "Make Me Go"          | Nayeon                             | Ryan Ashley Lewis Jankel BB Diamond                                                     | Shift K3Y                                 | 3:06    |  |
| 5.             | "Shadow"              | Jo Yun-gyeong                      | Greg Bonnick Hayden Chapman Chloe Lattimer Hannah Wilson                                | LDN Noise                                 | 2:48    |  |
| 6.             | "Don't Call Me Again" | Park Lee-soo                       | Markus "Mack" Sepehrmanesh Emanuel "Email" Abrahamsson Imani Williams Iman Conta Hultén | Mack Email                                | 2:53    |  |
| 7.             | "Sweet Summer Day"    | Jeongyeon Chaeyoung                | Drew Ryan Scott Gabe Lopez Sean Michael Alexander                                       | Lopez                                     | 3:11    |  |
| Duração total: | Duração total:        | Duração total:                     | Duração total:                                                                          | Duração total:                            | 22:02   |  |

## Desempenho nas tabelas
| Tabela musical (2020)                            | Melhor posição |
| ------------------------------------------------ | -------------- |
| Bélgica (Flanders da Ultratop)                   | 87             |
| Bélgica (Wallonia da Ultratop)                   | 115            |
| Coreia do Sul (Gaon)                             | 1              |
| Estados Unidos (Billboard 200)                   | 200            |
| Estados Unidos (Heatseekers Albums da Billboard) | 3              |
| Estados Unidos (World Albums da Billboard)       | 2              |
| Japão (Hot Albums da Billboard Japan)            | 3              |
| Japão (Oricon)                                   | 1              |
| Polónia (ZPAV)                                   | 7              |
| Reino Unido (OCC)                                | 25             |

## Certificações
| Região                                  | Certificação | Unidades/vendas |
| --------------------------------------- | ------------ | --------------- |
| Coreia do Sul (KMCA)                    | 2x Platina   | 500,000*        |
| *vendas baseadas apenas na certificação |              |                 |